# Twilight of the Gods (sencillo de Blind Guardian)
«Twilight of the Gods» es un sencillo por la banda de power metal alemana Blind Guardian, publicado en 2014. Fue publicado como primer sencillo del álbum de estudio de 2015 Beyond the Red Mirror.

## Lista de canciones
1. "Twilight of the Gods" – 4:51
2. "Time Stands Still (at the Iron Hill)" (directo en Wacken 2011) – 5:15
3. "The Bard's Song (in the Forest)" (directo en Wacken 2011) – 3:40

## Formación
- Hansi Kürsch – voces
- André Olbrich – guitarras rítmicas y principales
- Marcus Siepen – guitarras rítmicas
- Frederik Ehmke – batería

## Músicos invitados
- Barend Courbois – bajo (canción 1)
- Matthias Ulmer – teclados (canción 1)
- The Choir Company: Billy King, Olaf Senkbeil & Thomas Hackmann (canción 1)
- Michael Shüren – keyboards (canciones 2 y 3)
- Oliver Holzwarth – bajo (tracks 2 y 3)

## Personal técnico
- Charlie Bauerfeind – grabación, mezcla y producción (canción 1), mastering
- Blind Guardian – producción (canción 1)
- Peter Brandt – grabación (canciones 2 y 3)
- Tomi Geiger – mezcla (tracks 2 y 3)
- Wolfgang Eller – mastering
- Felipe Machado Franco – arte y diseño del booklet